# Юзеф Фонтана
Юзеф Фонтана гербу Фонтана (пол. Józef Fontana, італ. Giuseppe Fontana; 1676, Мендрізіо, Швейцарія — 1739, Варшава) — польський архітектор швейцарсько-італійського походження.

## Біографія
У працях Юзефа Фонтани спостерігається схильність до використання барокового класицизму.
Його сини Якуб і Ян Кантій, правнучка Клементина Танська-Гоффман.

## Важливіші проекти і праці

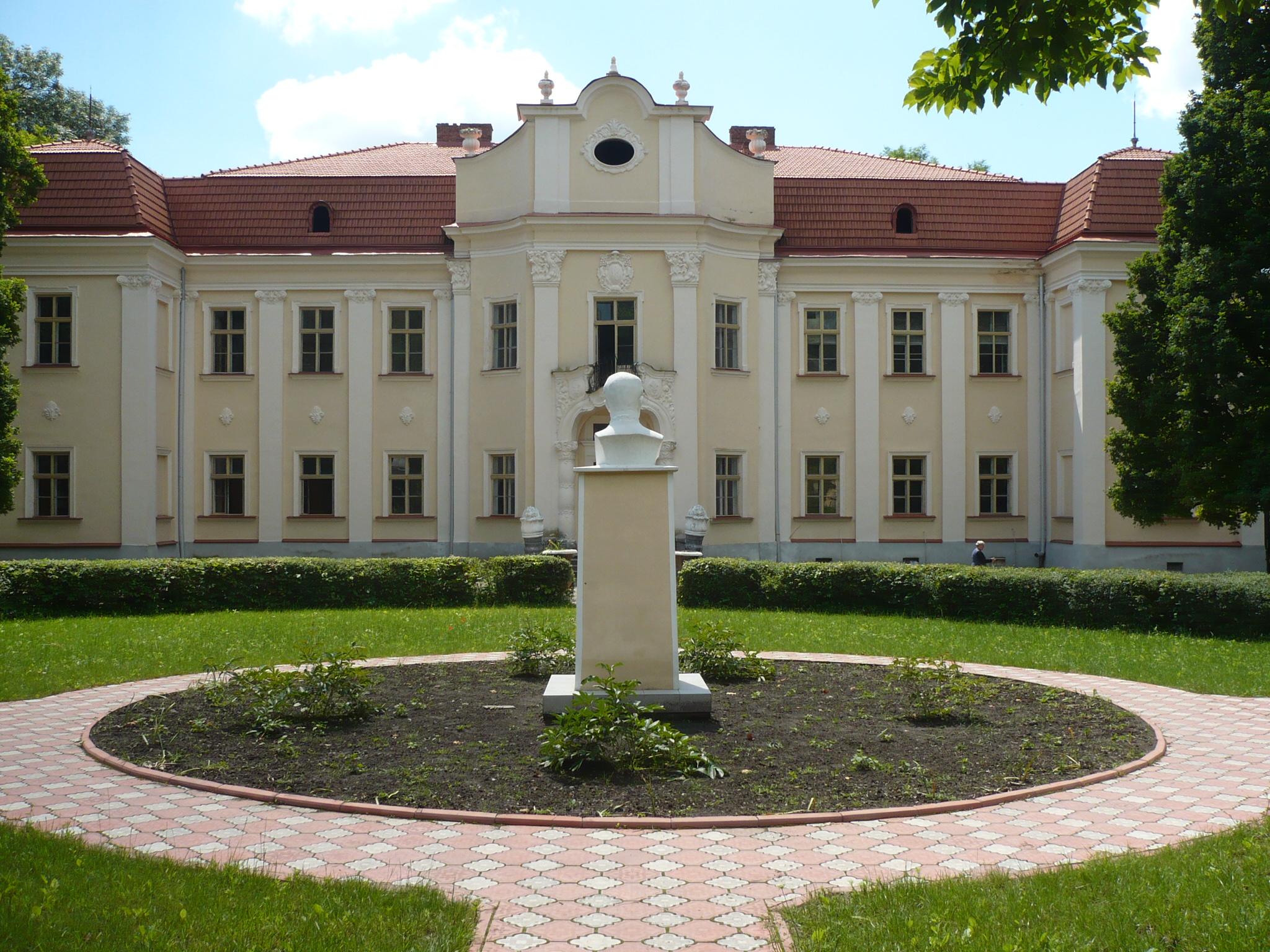
Палац в Оброшині

- костел і монастир піярів у Щучині (співпраця з Юзефом Піолою — початок кар'єри як керівника будівництва),
- костел у Сідрі 1705—1783 роки (з Юзефом Піолою),
- церква Йоана Божого та монастир боніфратрів у Варшаві (разом з Антоніо Соларі),
- костел францисканців у Варшаві (з сином Якубом),
- палац Бєлінських у Варшаві по вул. Крулєвській у Варшаві (перед 1730 роком, розібраний у 1895 році),
- палац Бєлінських у Козлівці,
- палац Бєлінських в Отвоцку-Великому (співпраця),
- участь в останньому етапі будівництва костелу св. Хреста у Варшаві,
- фасад костелу піарів у Варшаві,
- реконструкція палацу Чарторийських по вул. Краківське Передмістя у Варшаві,
- праці в палаці у Віланові,
- план перебудови Казимирівського палацу на казарми для саксонських військ (1732 рік, разом з полковником Яучем),
- реконструкція палацу Примаса у Варшаві,
- костел Внебовзяття Пресвятої Богородиці в Будславі,
- палац в Оброшині.